# Haringbuis

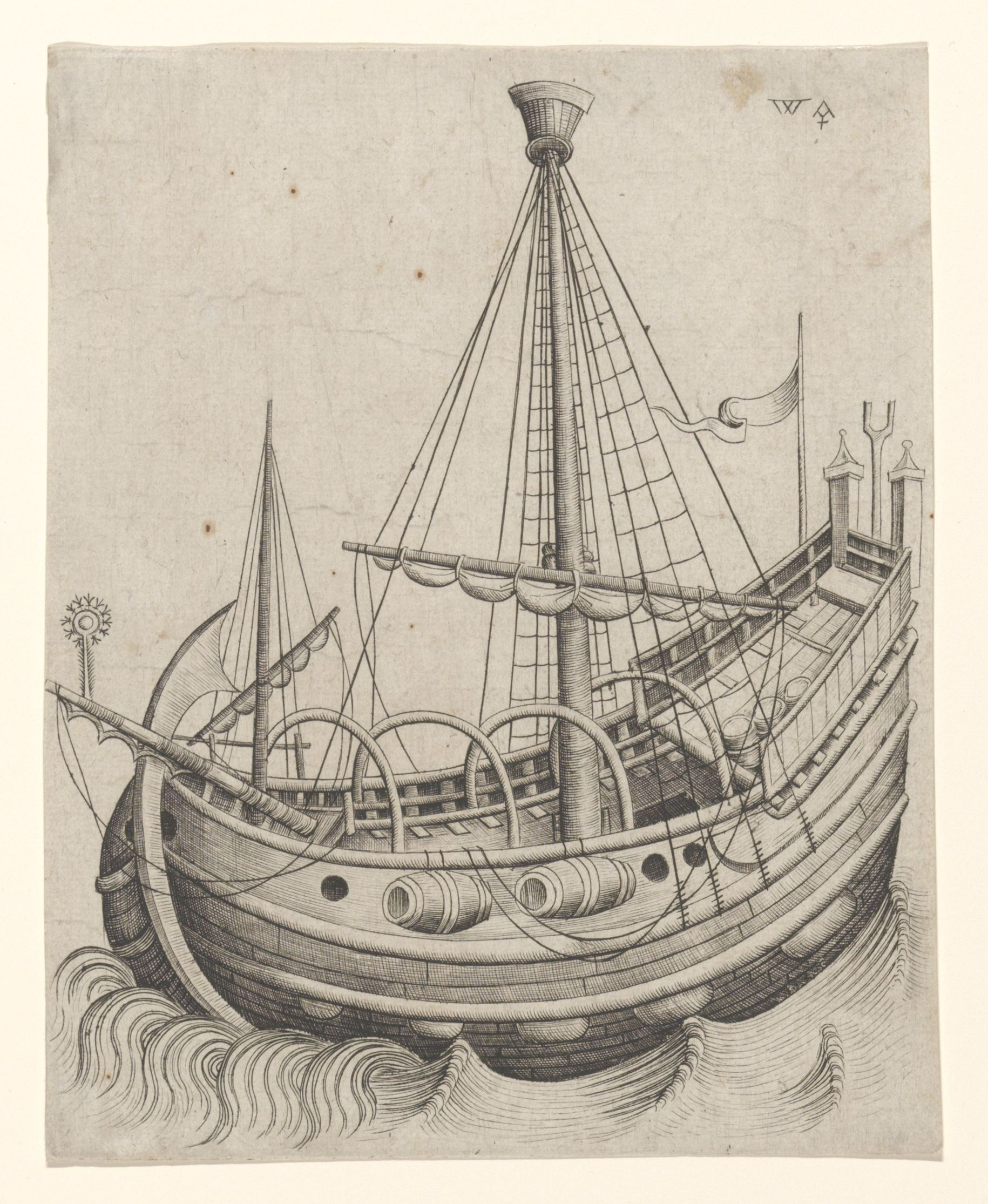
Representação mais antiga de um haringbuis, ca. 1480 DC.

O haringbuis (pronunciado [*haː.rɪŋbœys]) é um tipo de navio de pesca de alto mar, usado principalmente por pescadores de arenque (haring em neerlandês) holandeses e flamengos do século XV ao início do século XIX.

## História
O tipo buis tem uma longa história. Já era conhecido na época das Cruzadas no Mediterrâneo como um navio de carga (chamado buzza, bucia ou bucius ), e o vemos por volta de 1000 DC como um desenvolvimento mais robusto do dracar viking na Escandinávia, conhecido como bǘza . O buis holandês provavelmente foi desenvolvido a partir deste tipo de navio escandinavo.
O buis foi adaptado pela primeira vez para uso como embarcação de pesca na Holanda, depois que a invenção do evisceramento possibilitou a preservação do arenque no mar.  Isso tornou viáveis viagens mais longas e, portanto, permitiu que os pescadores holandeses seguissem os cardumes de arenque longe da costa. O primeiro haringbuis provavelmente foi construído em Hoorn por volta de 1415. O último foi construído em Vlaardingen em 1841.

## Descrição

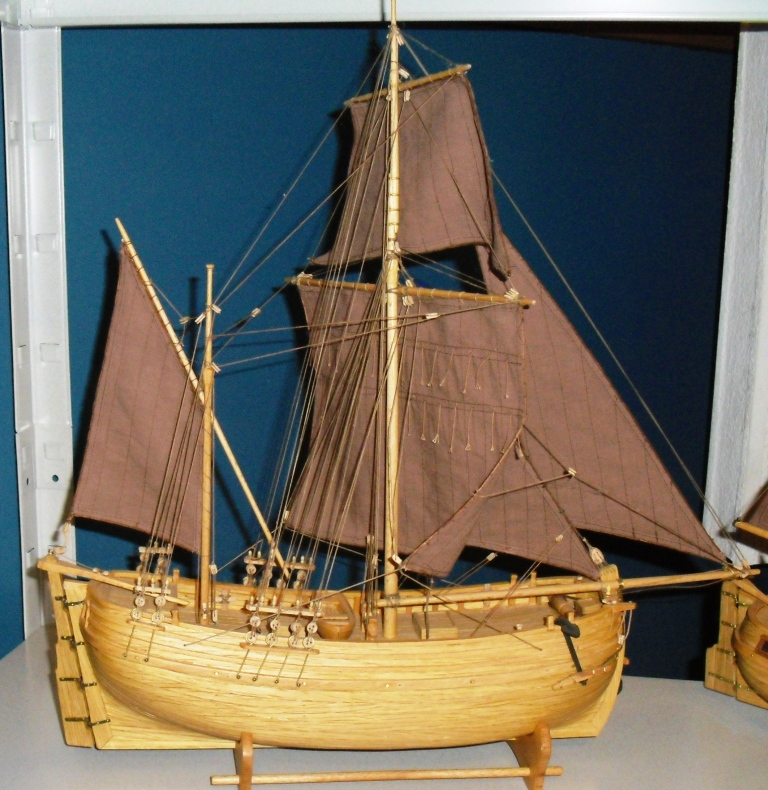
Modelo de um haringbuis

O navio de madeira tinha cerca de 20 metros de comprimento e deslocava entre 60 e 100 toneladas. A proporção entre o comprimento e a boca estava entre 2,5:1 e 4,5:1, o que o tornava um navio relativamente ágil, embora ainda suficientemente estável para ser navegável. Era um navio de quilha de fundo redondo com proa e popa redondas, esta relativamente alta, e com uma galeria. O amplo convés fornecia espaço para processar a captura a bordo. 

## Forma de pesca de arenque

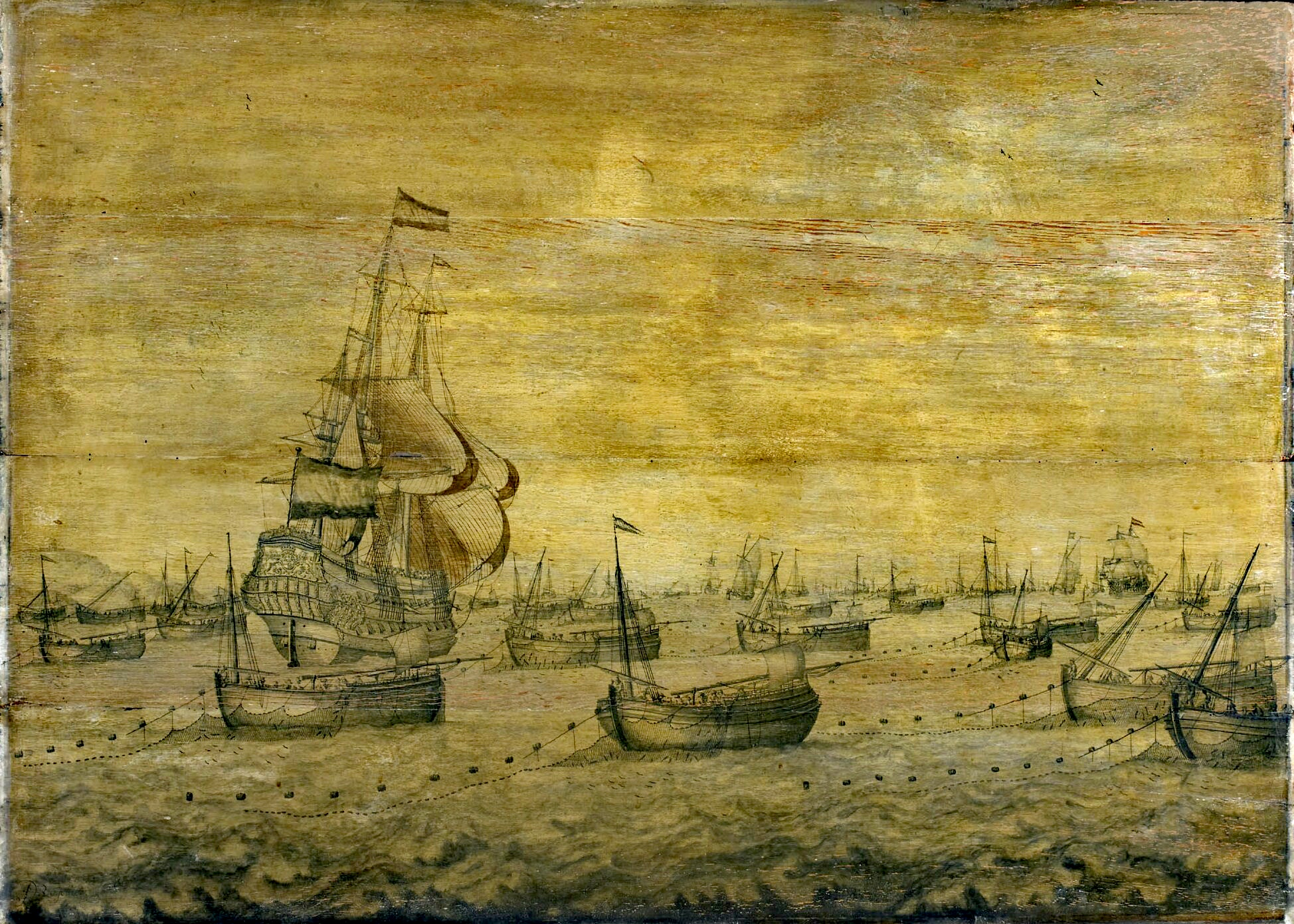
A frota arenque holandesa, c. 1700, escoltado por um navio naval

Os navios navegaram em grandes frotas de 400 a 500 navios  para os pesqueiros em Dogger Bank e nas ilhas Shetland. Eles geralmente eram escoltados por navios de guerra, porque os ingleses olhavam com desconfiança para o que consideravam "caça furtiva" nas águas que reivindicavam e tendiam a prender navios de pesca holandeses desacompanhados. Em tempo de guerra, o risco de navios de pesca serem tomados por corsários também era grande.
A frota ficava no mar por semanas em seguida. A captura às vezes era trazida para casa por navios especiais (chamados ventjagers ) enquanto a frota ainda estava no mar (a imagem no topo mostra um ventjager à distância).
Os buis usavam longas redes de deriva para capturar o arenque. Essas redes penduram como cortinas nos caminhos de viagem dos cardumes de arenque. Os peixes pescavam com as guelras atrás das malhas da rede (que é, portanto, uma espécie de rede de emalhar ). As redes seriam levadas a bordo à noite e então as tripulações de dezoito a trinta homens  começariam a estripar, salgar e barrilar imediatamente.

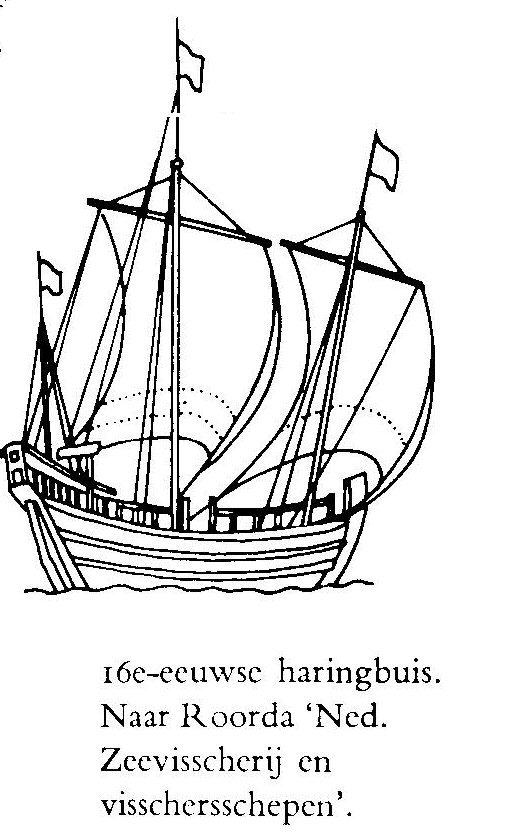
Um buis do século XVI.

Haveria de três a quatro viagens por temporada (dependendo do clima e da pesca). Na baixa temporada, os buis eram usados como cargueiros normais, por exemplo, para transportar grãos do Báltico, ou sal de Portugal. Este modelo de negócios multimodal tornou a Grande Pesca (como era chamada a pescaria do arenque) especialmente lucrativa, pois havia muito menos tempo de inatividade do que com uso exclusivo como embarcação de pesca. 

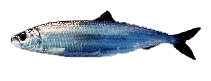
arenque-do-atlântico

Tobias Gentleman em 1614 estimou o custo de equipar um haringbuis holandês para três viagens (quatro meses) no verão (incluindo salários para a tripulação em £ 88, barris para 100 last  de arenque em £ 78, cerveja a £ 42, pão a £ 21, manteiga e bacon a £ 18, ervilhas a £ 3, boleto a £ 3 e desgaste em navios e redes a £ 100) a £ 435. Cem last de arenques (a £ 10) renderiam £ 1.000 em sua opinião, para um lucro claro de £ 565.  Em seu panfleto (no qual apresenta as pescarias holandesas para emulação inglesa) ele afirma que no final de maio partiria uma frota de mil haringbuis, com 20.000 marinheiros a bordo. Eles navegariam para Shetland, mas esperariam até depois de 14 de junho (o arenque era impróprio para consumo antes disso) antes de começar a seguir os cardumes. Ele estima o valor da pesca em mais de um milhão de libras esterlinas.  Isso ilustra a importância da pesca do arenque para o Século de Ouro dos Países Baixos.

## Galeria

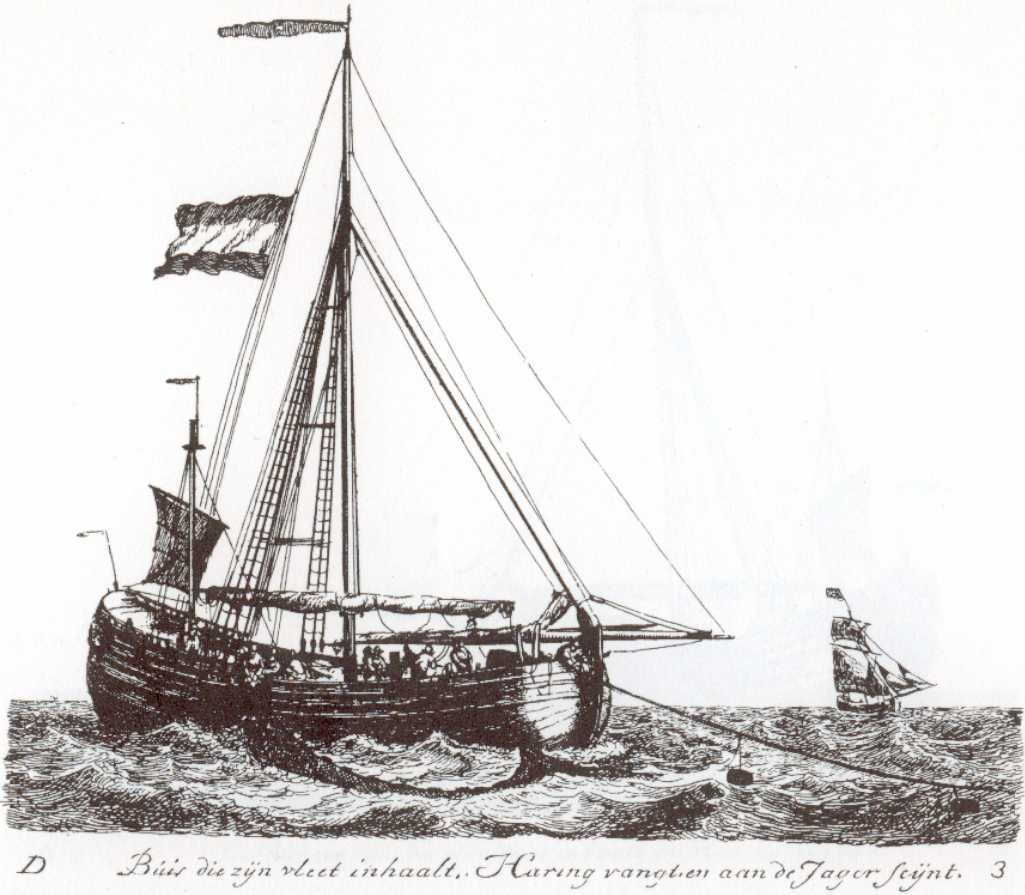
Haringbuis levando a bordo sua rede de deriva, por (G. Groenewegen).
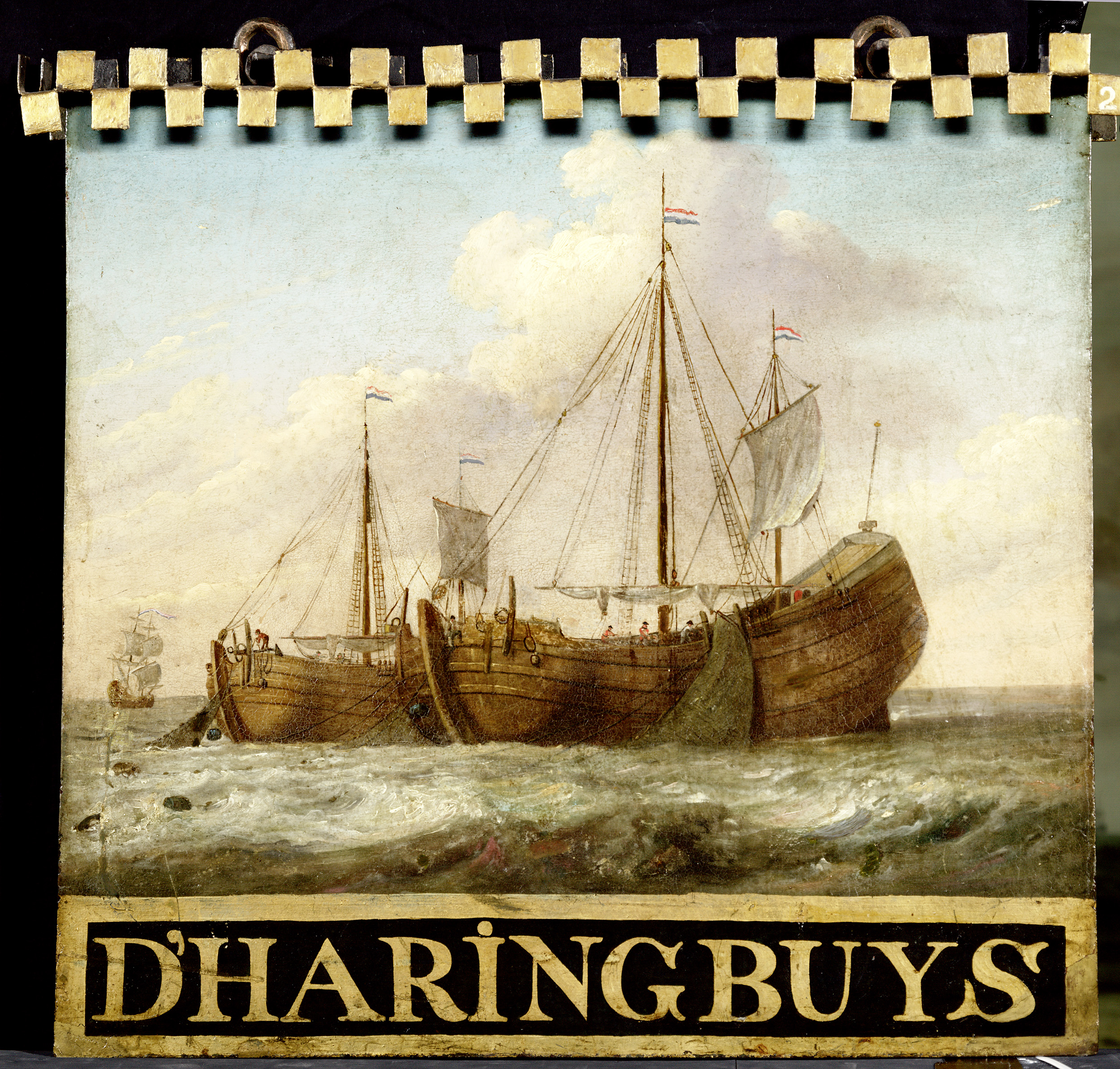
Dois haringbuis no mar.
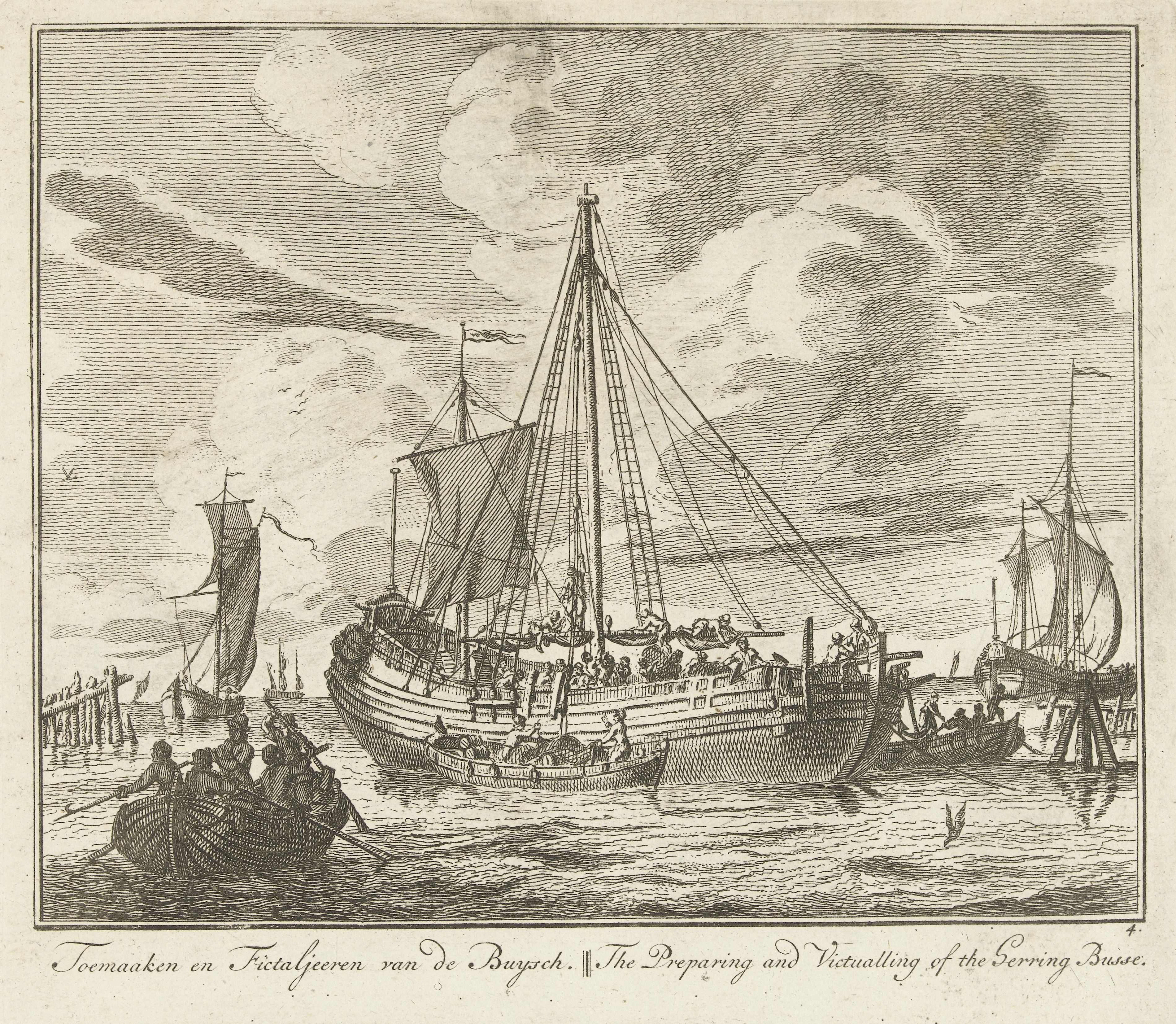
Equipando e abastecendo o haringbuis, ca.1725.
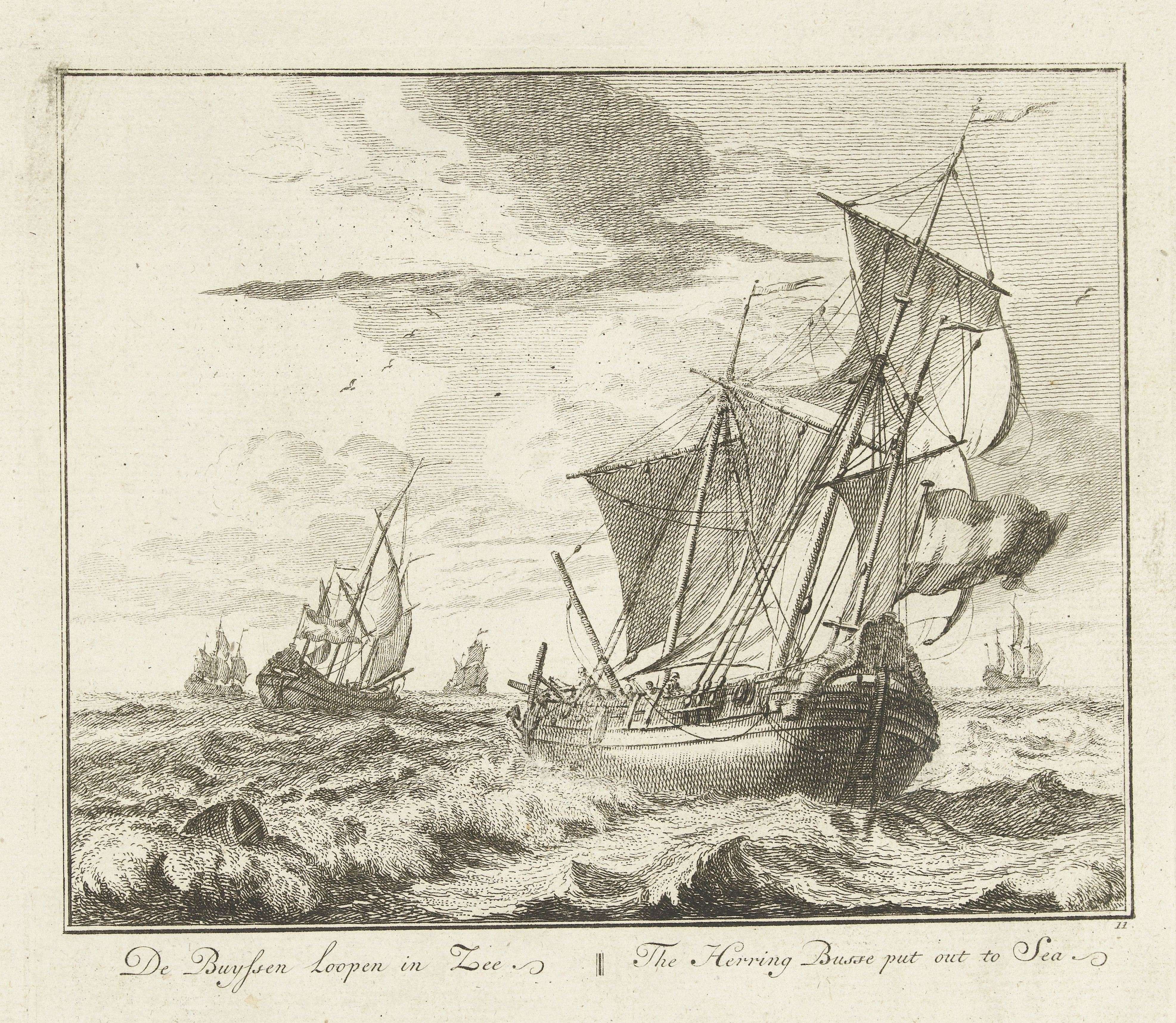
Haringbuis lançados ao mar, c. 1725.
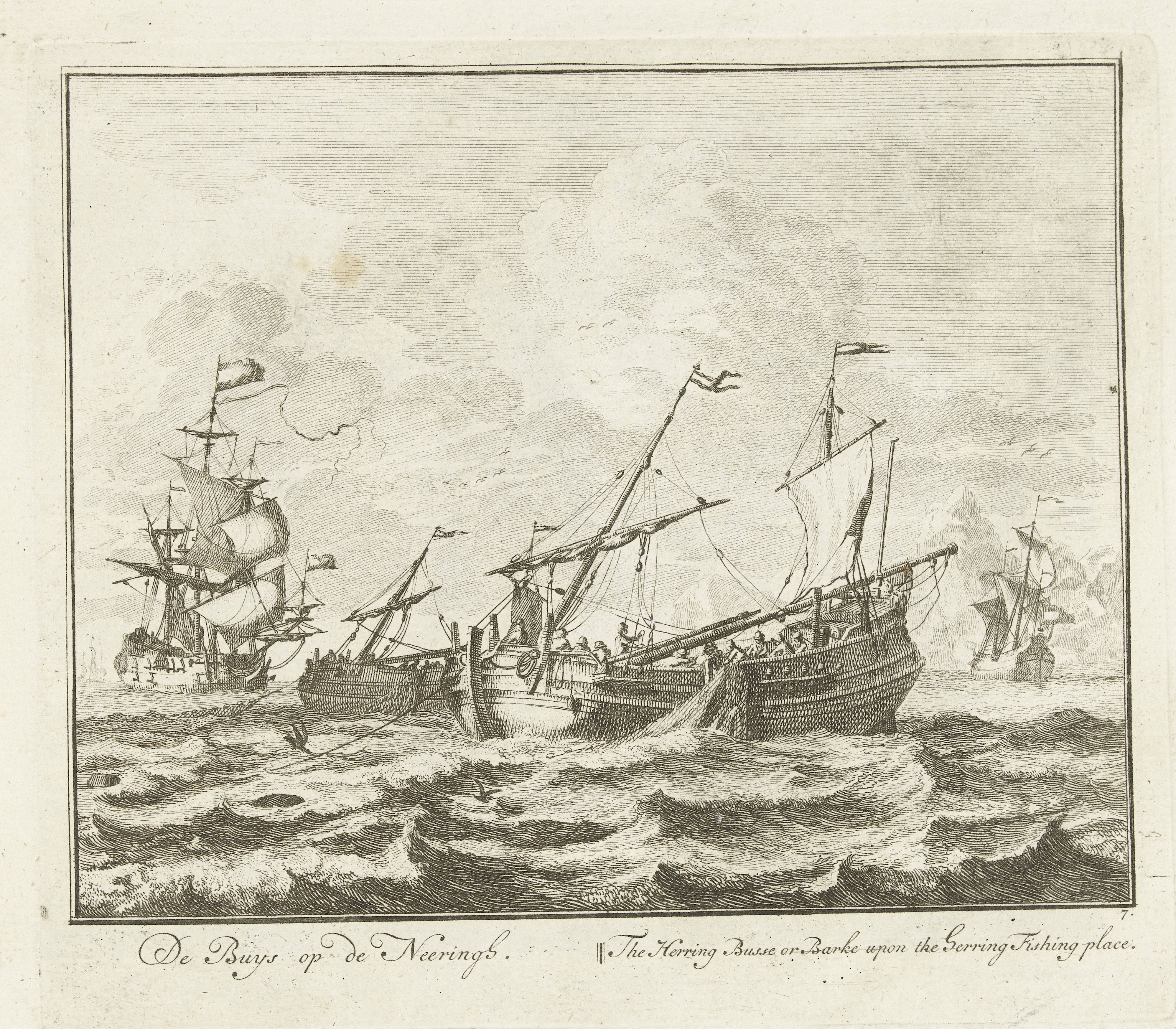
O haringbuis no local de pesca de arenque.

## Literatura
- (Alemão)Hansen, C. B. and Knuth, P. (1987), Lexikon der Segelschiffstypen. Gräfelfing (Urbes),ISBN 3-924896-10-0
- (Alemão) "Büse", em:Dudszua, A. and Köpcke, A. (1995) Das große Buch der Schiffstypen. Schiffe, Boote, Flöße unter Riemen und Segel, Dampfschiffe, Motorschiffe, Meerestechnik, Augsburg
- (1978), construção naval holandesa antes de 1800, Amsterdã
- , "The European Fisheries in Early Modern History", em:  (1977), Cambridge Economic History of Europe, vol. 5. A Organização Econômica da Europa Moderna, Cambridge
- (1997), The First Modern Economy. Sucesso, fracasso e perseverança da economia holandesa, 1500-1815, Cambridge University Press,

## ligações externas
- Embarcações de pesca (em neerlandês)
- B. Poulsen, Fontes para pesca holandesa de arenque no Mar do Norte (1600-1850)